# Зетцинген
Зетцинген (нім. Setzingen) — громада в Німеччині, знаходиться в землі Баден-Вюртемберг. Підпорядковується адміністративному округу Тюбінген. Входить до складу району Альб-Дунай.
Площа — 8,42 км2. Населення становить 704 ос. (станом на 31 грудня 2020).